# Livezi (Vâlcea)
Pour les articles homonymes, voir Livezi.
Livezi est une commune du județ de Vâlcea en Roumanie.